# Ottaviano Augusto (incrociatore)
L'Ottaviano Augusto era un incrociatore leggero della Regia Marina della classe Capitani Romani, costruito nel corso della seconda guerra mondiale e affondato nel corso di un bombardamento sulla città di Ancona senza essere mai entrato in servizio.
La nave fu intitolata ad Augusto, primo imperatore romano.

## Storia
Fu realizzato dai Cantieri Navali Riuniti presso il cantiere navale di Ancona, dove il suo scafo fu impostato sugli scali il 28 settembre 1939. La sua costruzione procedette con lentezza, a causa delle carenze di materiali da costruzione. La nave fu varata il 31 maggio 1942 e all'armistizio dell'8 settembre, non avendo completato l'allestimento, si trovava nel porto di Ancona e non salpò verso le basi alleate e rimase nel porto.
Il 15 settembre 1943 Ancona fu occupata dai tedeschi senza che alcuno potesse porre resistenza. La presenza del porto, dei Cantieri Navali e dell'importante nodo ferroviario facevano della città un obiettivo strategico di primaria importanza, tanto da subire numerosissimi bombardamenti da parte delle forze alleate, che dovevano preparare il passaggio del fronte e l'occupazione del porto. Il 16 ottobre 1943 un terribile bombardamento colpì la città provocando 165 morti e 300 feriti; ma fu solo il primo di molti altri, ancora più spaventosi. In particolare, quello del 1º novembre 1943 fu uno dei più tragici, con due incursioni consecutive che colpirono la città, alle 12:16 e alle 12:55, entrambe effettuate da bombardieri bimotori B-25 Mitchell dell'USAAF; in pochi minuti migliaia di persone persero la vita, di cui oltre settecento all'interno di un solo rifugio di fortuna, e un intero rione della città storica, il rione Porto, fu quasi cancellato. Nel corso del primo raid, che interessò la zona del porto, fu affondato l'Ottaviano Augusto, il cui scafo sarebbe stato recuperato alla fine del conflitto e demolito.